# Michael Cassius McDonald
Pour les articles homonymes, voir McDonald.
Michael Cassius McDonald (né en 1839 à Niagara Falls (New York) - mort le 9 août 1907 à Chicago) était un patron du crime, un homme politique et un homme d’affaires basé à Chicago. Il est considéré comme ayant introduit le crime organisé dans la politique de la ville et ayant également établi la première machine politique. Au sommet de son pouvoir, il avait de l’influence sur les politiciens de tous les niveaux de l’État de l’Illinois.
McDonald s’installa définitivement à Chicago à l’âge adulte quelque temps après la guerre de Sécession. Il dirigeait des salons de jeu dans la ville. En tant que patron du crime, il a développé un système dans lequel il garantirait aux casinos et aux bordels de la ville une protection contre l’ingérence en échange de rémunération. Démocrate, McDonald était impliqué dans la politique de la ville et, à son apogée, exerçait une influence massive sur celle-ci. Il a également participé à de nombreuses entreprises commerciales. Il était l’une des principales figures derrière la Lake Street Elevated Railroad Company, qui a construit la ligne de métro de Chicago.
Au milieu des années 1890, McDonald se retira de l’industrie du jeu et son empire se répartit sous la direction de plusieurs patron du crime.

### Source
- (en) Cet article est partiellement ou en totalité issu de l’article de Wikipédia en anglais intitulé « Michael Cassius McDonald » (voir la liste des auteurs).